# THE BEST: TALES OF THE WORLD RADIANT MYTHOLOGY Plus
『THE BEST: TALES OF THE WORLD RADIANT MYTHOLOGY Plus』（ザ・ベスト: テイルズ オブ ザ ワールド レディアント マイソロジー）は、2011年3月2日にcutting edgeから発売されたコンピレーション・アルバム。

## 概要
PSP用ゲーム『テイルズ オブ ザ ワールド レディアント マイソロジー』シリーズに関連した楽曲を収録したアルバム。2枚組で、DISC1には『レディアント マイソロジー』シリーズのヒロイン・カノンノ3人が歌う新曲やシリーズで使用された曲とBACK-ONによるシリーズの曲、DISC2には『レディアント マイソロジー3』のBGMのリミックスと、『レディアント マイソロジー3』の登場キャラクターによるドラマが収録されている。
初回限定盤には特典としてカノンノ3人のステッカーが封入され、完全限定生産盤にはそれに加えカノンノ3人のラバーストラップが封入されている。

## 収録内容

### DISC1
1. キミにチカラを [4:06]
歌：カノンノ・グラスバレー（平野綾）
作詞・作曲：Jazzin' park
2. ラヴ・ビート [3:48]
歌：パスカ・カノンノ（工藤晴香） 、カノンノ・イアハート（伊藤かな恵） 、カノンノ・グラスバレー（平野綾）
作詞・作曲：福富幸宏
3. 光と影 [4:30]
歌：カノンノ・イアハート（伊藤かな恵）
作詞・作曲：植村花菜
  - 『レディアント マイソロジー』のオープニングテーマのカバー
4. 紙ヒコーキ [4:17]
歌：パスカ・カノンノ（工藤晴香）
作詞・作曲：植村花菜
  - 『レディアント マイソロジー』のエンディングテーマのカバー
5. flyaway [3:23]
歌：BACK-ON
作詞：TEEDA・KENJI03、作曲：BACK-ON、編曲：JIN
  - 『レディアント マイソロジー2』オープニングテーマ。
6. where is the future [3:13]
歌：BACK-ON
作詞：TEEDA・KENJI03、作曲：BACK-ON、編曲：JIN
  - 『レディアント マイソロジー2』のエンディングテーマ
7. Re:Start [3:40]
歌：BACK-ON
作詞：TEEDA・KENJI03、作曲：BACK-ON、編曲：JIN
  - 『レディアント マイソロジー2』のエンディングテーマ
8. with you feat.Me（90"ver.） [1:36]
歌：BACK-ON feat.Me
作詞：TEEDA・KENJI03・Me（J-POP）、作曲：BACK-ON、編曲：JIN
  - 『レディアント マイソロジー3』オープニングテーマ
9. 流れ星 [4:55]
歌：BACK-ON
作詞：TEEDA・KENJI03、作曲：BACK-ON、編曲：JIN
  - 『レディアント マイソロジー3』エンディングテーマ

### DISC2
1. 第1章◆いつもの日常
2. Radiant Mythology #3 (TOW3) | Welcome to the world! (TOW3) | Here come the friends (TOW3) | 待ち合わせは噴水広場で (TOL)
3. 第2章◆イケテナイお茶会
4. Slapstick (TOW3) | Be free (TOW3) | Tiny Concierge (TOW3) | Peaceful days (TOW3)
5. 第3章◆キケンな緊急クエスト
6. Resurrection (TOP) | Mitos (TOS) | Scutum-cruel (TOR) | End of Despair (TOW3) | Eerie silence (TOW3)
7. 第4章◆たとえ火の中水の中?
8. MORLIA GALLERY (TOP) | EFREET GORGE (TOE) | 天空幻想曲 (TOI) | Vital garden (TOW3) | 果てなき旅路 (TOH) | MT CELSIUS (TOE)
9. 第5章◆近道はできません
10. Tide on edge (TOW3) | 不撓不屈 ((TOV) | The sword sparks (TOW3) | World rules (TOW3) | The more that I try (TOSR)
11. 第6章◆斬る!
12. 剣を以って打ち砕け (TOI) | Scutum-decisive battle (TOR) | 決戦!奮い立たせて (TOG) | It can waver and fight (TOS) | At the time of farewell (TOA)
13. 第7章◆勝利の次には…
14. Seize the glory (TOW3)
15. 第8章◆帰還、そして…
16. Radiant Mythology #3 (TOW3)

## ドラマパート登場キャラクター
- カノンノ・グラスバレー - 平野綾
- ロックス - 相葉弘樹
- ルーク・フォン・ファブレ - 鈴木千尋
- リッド・ハーシェル - 石田彰
- クロエ・ヴァレンス - 浅野真澄